# Фюртен
Фюртен (нім. Fürthen) — громада в Німеччині, розташована в землі Рейнланд-Пфальц. Входить до складу району Альтенкірхен. Складова частина об'єднання громад Гамм (Зіг).
Площа — 2,20 км2. Населення становить 1173 ос. (станом на 31 грудня 2020).

## Галерея

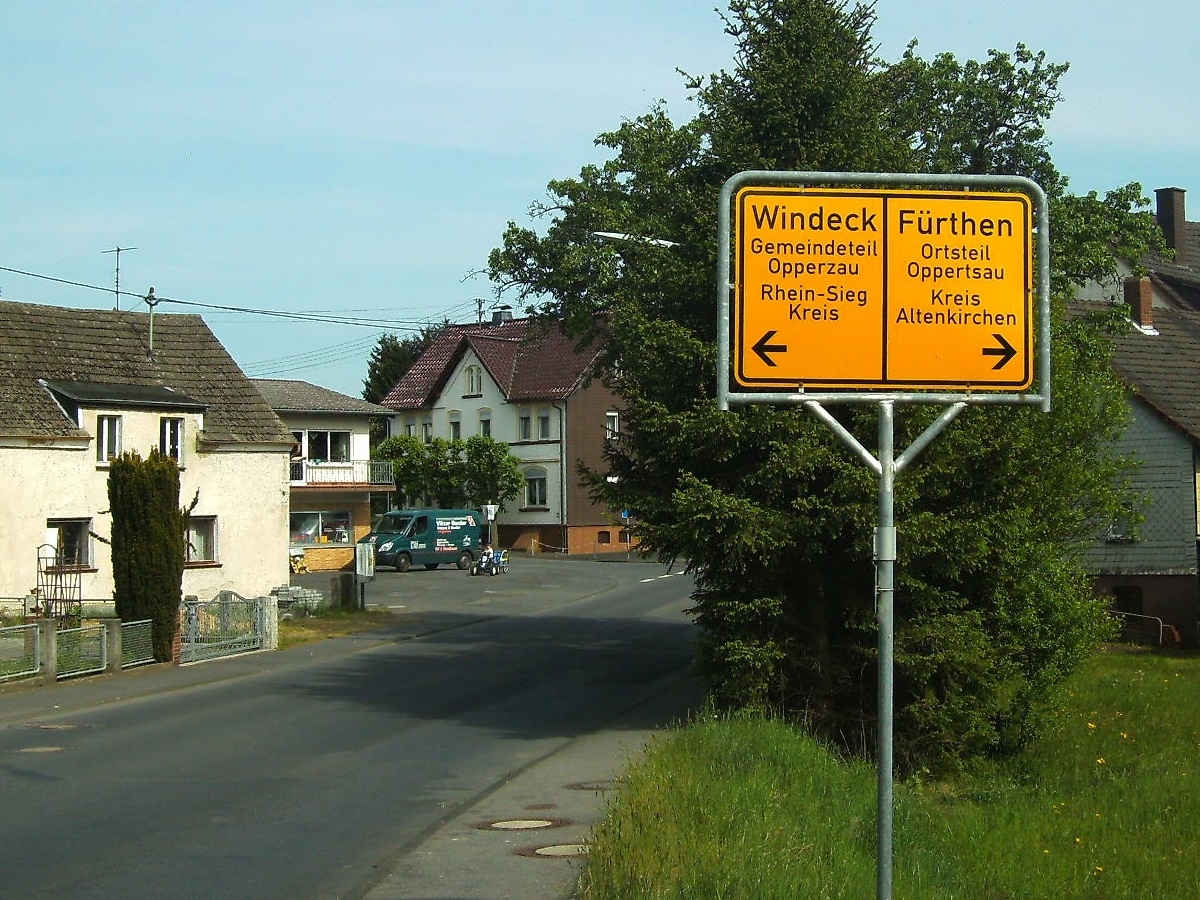